# Wohn- und Wirtschaftsgebäude Groß Köhren 22
Das Wohn- und Wirtschaftsgebäude Groß Köhren 22 in Beckeln, Ortsteil Groß Köhren, Samtgemeinde Harpstedt, stammt aus der Mitte des 19. Jahrhunderts. Das Haus wird aktuell (2022) als Wohnhaus und Sitz eines Dienstleisters genutzt.
Das Gebäude steht unter Denkmalschutz (Siehe auch Liste der Baudenkmale in Beckeln).

## Geschichte
Das Zweiständerhallenhaus von um 1850 in Fachwerk mit Steinausfachungen sowie reetgedecktem Krüppelwalmdach mit neueren Schwalbenschwanzgauben sowie mit hinterem Wohngiebel in Backstein steht an einem längeren Stichweg, der zu dem Hof führt. Rechts am Wirtschaftsgiebel steht ein traufseitiger Stallanbau mit Satteldach.
Die Landesdenkmalpflege befand: „...geschichtliche Bedeutung ... als beispielhaftes überwiegend in Fachwerk erbautes Hallenhaus aus der Mitte des 19. Jhs. ...“